# Sigrid Genberg-Stendahl
Sigrid Katarina Genberg-Stendahl, född 24 maj 1893 i Färila i Hälsingland, död 19 februari 1990 i Göteborg, var en svensk målare.
Hon var dotter till poliskonstapeln Anders Genberg och Anna Katharina Hansdotter och från 1918 gift med Gerdt Stendahl och mor till arkitekten Göran Stendahl. Genberg-Stendahl medverkade i en grupputställning på Länsmuseet i Östersund 1944 och i ett flertal samlingsutställningar. Hon är begravd på Kvibergs kyrkogård i Göteborg.

### Fotnoter
1. ↑  Artists of the World, Walter de Gruyter, 17 januari 2022, Artists of the World konstnärs-ID: 00306002, läs online och läs online.[källa från Wikidata]
2. ↑  Svenskagravar, läs onlineläs online.[källa från Wikidata]
3. ↑  Paul Harnesk (red.), ”Stendahl, Gerdt G H”, Vem är Vem? : Götaland utom Skåne, Halland, Blekinge 1965, Vem är Vem Bokförlag, 1965, läs onlineläs online.[källa från Wikidata]
4. ↑  Åke Davidsson (red.), ”Stendahl, A Göran”, Vem är Vem? : Skåne, Halland, Blekinge, 1966, läs onlineläs online.[källa från Wikidata]
5. ↑  SvenskaGravar